# Roderic O’Gorman
Roderic O’Gorman (ur. 12 grudnia 1982 w Dublinie) – irlandzki polityk, wykładowca akademicki i samorządowiec, deputowany, w latach 2020–2025 minister, od 2024 lider Partii Zielonych.

## Życiorys
Kształcił się w zakresie prawa Unii Europejskiej w London School of Economics, studiował również w Trinity College w Dublinie. Na tej uczelni doktoryzował się w 2011. Podjął pracę jako nauczyciel akademicki. Był zatrudniony w Griffith College w Dublinie, później związał się zawodowo z Dublin City University.
Zaangażował się w działalność polityczną w ramach ugrupowania Zielonych, kandydował z ramienia tego ugrupowania w różnych wyborach. W latach 2011–2019 pełnił organizacyjną funkcję przewodniczącego swojej partii. W 2014 uzyskał mandat radnego hrabstwa Fingal. W 2020 został wybrany do Dáil Éireann. Z powodzeniem ubiegał się o poselską reelekcję w 2024.
W czerwcu 2020 objął stanowisko ministra do spraw dzieci, niepełnosprawnych, równości i integracji w rządzie Micheála Martina. Pozostał na tej funkcji w grudniu 2022, gdy na czele gabinetu zgodnie z porozumieniem koalicyjnym stanął Leo Varadkar. Utrzymał ją również w utworzonym w kwietniu 2024 rządzie Simona Harrisa.
W lipcu 2024 zastąpił Eamona Ryana na stanowisku lidera Partii Zielonych. W styczniu 2025 zakończył sprawowanie urzędu ministra.

## Życie prywatne
Jest jawnym gejem.